# Akikaze
El Akikaze (秋風 viento otoñal?) fue un destructor de la clase Minekaze, que sirvió en la Armada Imperial Japonesa durante la Segunda Guerra Mundial.

## Historia
El Akikaze fue construido en los astilleros de Mitsubishi en Nagasaki. Se terminó de construir el 16 de septiembre de 1921.
El 18 de marzo de 1943, el Akikaze al mando del teniente comandante Tsurukichi Sabe en camino a Rabaul recibió la orden de recoger a 60 misioneros de nacionalidad alemana y china, todos prisioneros de guerra en campos, desde las islas de Kaikuru y Lorengau. Una vez transbordados y dispuestos en la cubierta de proa, Tsurukichi recibió la orden por radio de ejecutarlos por sospecha de colaboración con el enemigo, siendo muertos uno a uno en alta mar todos ellos, incluyendo a dos infantes.

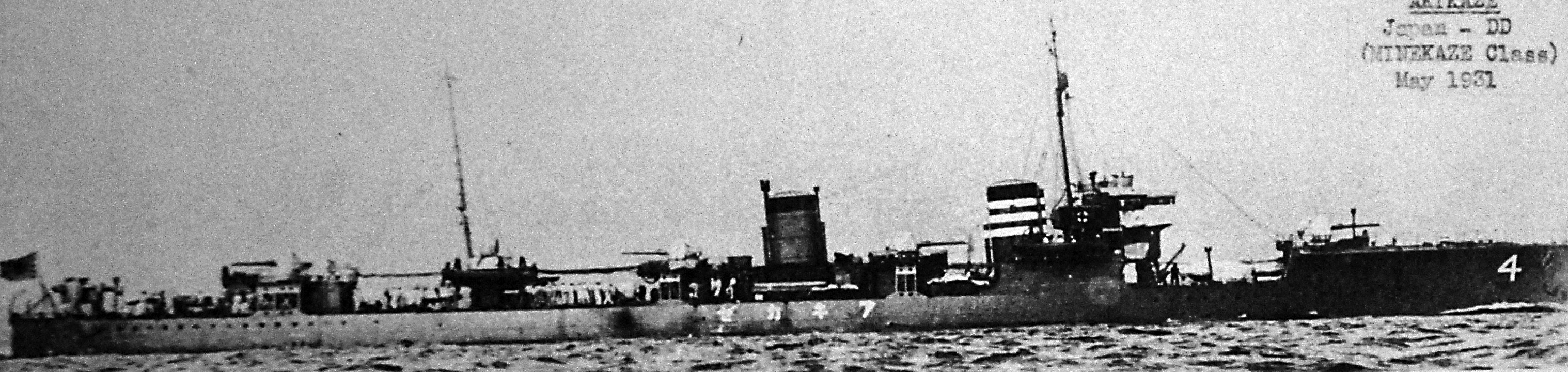
El Akikaze en 1931

El 2 de agosto de ese año, estando en Rabaul, sufrió un ataque aéreo, un impacto directo en el puente mató a 23 tripulantes, incluido el comandante Tsurukichi Sabe. Fue remolcado y reparado en Maizuru y colocado operativo en septiembre de 1943.
El Akikaze fue hundido cuando se interpuso deliberadamente en la trayectoria de los torpedos lanzados por el submarino americano USS Pintado (SS-387) contra el portaaviones Jun'yō para así protegerlo. No hubo sobrevivientes.